# Pedro Menéndez de Avilés

Pedro Menéndez de Avilés

Pedro Menéndez de Avilés (* 1519 in Avilés, Asturien; † 17. September 1574 in Santander) war ein spanischer Admiral, Entdecker und Kolonialbeamter. Er gründete mit St. Augustine die älteste heute noch bestehende Stadt in den Vereinigten Staaten und war zugleich der erste Gouverneur der spanischen Kolonie La Florida.

## Leben
Menéndez stammte aus einer adeligen Familie und zeichnete sich im Dienst von Kaiser Karls V. beim Kampf gegen die Seeräuber im Atlantik aus. Er begleitete den späteren spanischen König Philipp II. 1554 nach England. 1557 beförderte er die Truppen, die den spanischen Sieg von St. Quentin davontrugen, auf seinen Schiffen.
Als Kommandeur der spanischen Silberflotte entwickelte er gemeinsam mit Álvaro de Bazán das System der Carrera de las Indias wonach die Handelsschiffe, die die Erträge der spanischen Kolonien aus der Karibik und Mexiko nach Spanien brachten, durch mehrere Galeonen – einem zu diesem Zweck neu entwickelten Schiffstyp – geschützt wurden.
Nachdem sein Sohn 1561 bei einer Expedition nach Florida Schiffbruch erlitten hatte und seitdem als verschollen galt, entwickelte er eigene Pläne, um diese Region zu erkunden. Dort hatten französische Hugenotten 1564 die Siedlung Fort Caroline errichtet. Spanien trachtete jedoch seinerseits nach der Kontrolle über Florida und beauftragte Menéndez, die Halbinsel einzunehmen und als Adelantado zu besiedeln. Ende August 1565 brach Menéndez nach Florida auf. Im selben Zeitraum war dort Jean Ribault mit einer französischen Flotte eingetroffen, um die Siedlung vor den Spaniern zu schützen. Ein erstes Zusammentreffen beider Flotten endete mit dem Rückzug der Spanier. Auf der Suche nach einem geeigneten Standort für einen Außenposten segelte Menéndez nach Süden. Am 28. August, dem Festtag des Augustinus von Hippo, entdeckte die Besatzung eine günstig erscheinende Stelle und ging wenige Tage später an Land. Menéndez gründete hier die Siedlung St. Augustine, welche er nach dem Heiligen benannte. Ribault hatte währenddessen die Spanier verfolgt, doch ein mehrtägiger schwerer Sturm hielt die französische Flotte tagelang auf und dezimierte sie erheblich. Menéndez nutzte dies zu seinem Vorteil und begann einen Landangriff auf das weitgehend schutzlose Fort Caroline. Nach einer kurzen Belagerung konnte die Siedlung eingenommen werden. Bis auf wenige Frauen und Kinder wurden alle des Protestantismus verdächtigten Bewohner getötet. Kurz darauf konnte auch Ribault gestellt werden; er wurde nach St. Augustine gebracht und dort hingerichtet.
1572 leitet er eine Strafaktion gegen die Powhatan in der Chesapeake Bucht. Über 20 Indianer wurden getötet, einige danach in die Takelage gehängt. Das Massaker ist Teil einer Reihe eskalierender Konflikte in der Vorgeschichte der Powhatankriege.
Kurz vor seinem Tode wurde er nach Spanien berufen, um das Kommando der Spanischen Armada zu übernehmen.